# Хенри Левенсон
Хенри Улрих Левенсон е български писател, преводач, журналист и дипломат от еврейски произход.

## Биография
Роден е на 24 май 1892 г. в Ню Йорк, САЩ, в семейството на Улрих Левенсон и София Гросман. През 1897 г. семейството му се завръща в България. Завършва основно образование в Свищов, а средно в Първа мъжка гимназия в София. Следва право в Софийския университет, придобива съдийски права и работи в съдилищата в Бяла и София. След това завършва артилерийски курс с чин подпоручик. През Първата световна война е в състава на Двадесет и четвърти артилерийски полк на Северния фронт, а в края на войната е на Южния фронт при Демир капия. През 1919 г. приема източноправославната вяра и се венчава с Роза Нойкова, племенница на полковник Стефан Нойков. От 1922 г. е член на Съюза на столичните журналисти. Работи като преводач на оперети в Свободния театър на Петър Стойчев и в театър „Ренесанс“. Сътрудничи на вестниците „Слово“, „Свободна реч“, „Шантеклер“, „Смях“ и „Българан“.
През 1924 г. е назначен в Дирекцията по печата към Министерството на външните работи и изповеданията като началник на Информационното бюро, а от 1926 г. е поддиректор по печата. През 1930 г. е избран в Управителния съвет на „Родно радио“. Член е на Програмния съвет на радиото, заедно с проф. Асен Златаров, проф. Саша Попов и др. От 1932 г. е началник на Второ отделение по печата и информацията, а от 1933 г. започва да води в „Родно радио“ рубриката „От сряда до сряда“. Това са първите в Царство България седмични прегледи на политическите събития. От 1933 г. е първи секретар по печата в Царската легация във Виена. Там започва голямото му приятелство с първия легационен секретар Йордан Стратиев.
През 1934 г. се завръща в България и отново е поддиректор на печата. От 1 януари 1936 г. е първи легационен секретар в Царската легация в Москва, където почти всяка седмица подготвя по един доклад до Дирекцията по печата и до Политическата дирекция на Министерство на външните работи и изповеданията. Прави анализи за съдебното дело против „троцкистко-зиновиевския център“, завършило с 16 смъртни присъди; за процеса срещу „контрареволюционната троцкистка вредителска група“ в Кемеровския рудник в Кузбас, завършил с 9 смъртни присъди; за убитите 120 души като отговор на убийството на Сергей Киров; за самоубийството на Гамарник – началник на Политическото управление на Червената армия; за арестуването на Ягода и съдебния процес срещу Пятаков, Радек, Соколников и др.; за арестите в писателските среди; за осъждането на смърт на маршал Тухачевски и др. Почти всички подсъдими признават всичко, в което са обвинени, те се самообвиняват, разказват в подробности невероятни неща, които никой не проверява, свидетели няма, присъдите се произнасят дори по самообвинения, без реални доказателства. На 19 декември 1937 г. е преместен в легацията във Варшава, където завежда канцеларията на пълномощния министър Петър Траянов. След нападението на Полша от Германия се завръща в България и започва работа в Консулско-стопанската дирекция към Министерството на външните работи и изповеданията.
През 1942 г. е награден от цар Борис III за заслуги с орден „Свети Александър“.
На 9 септември 1944 г. е командирован в Черна вода, Румъния, като секретар на българската делегация да установи контакт с маршал Фьодор Толбухин. След подписване на примирието и настаняването в България на Съюзната контролна комисия, при Министерството на външните работи и изповеданията е създадено Комисарство по примирието. Връзката между Комисарството и Съюзната контролна комисия се осъществява много често чрез Хенри Левенсон. От 15 февруари 1945 г. е пълномощен министър III степен, началник на отдела за шифъра и архивите. През 1946 г. ръководи българската делегация, в която влизат и представители на Съюзната контролна комисия, натоварена със задачата да предаде на Гърция т.нар. отвлечено имущество. През 1947 г. е уволнен като „неподходящ за службата“. За кратко време е секретар на Института за преводна литература. След това се занимава само с преводаческа дейност.
През 1948 г. Държавна сигурност започва целенасочено му проучване и решава, че той е враг на новата власт „и никога не се отзовава на никакви акции или мероприятия на Отечествения фронт. Същият е отявлен англофил и дружи с хора също така злостно настроени към Отечествения фронт и също като него критикуват и говорят против Отечественофронтовата власт“. През 1949 г. семейство Левенсон подава заявление за изселване в Израел, но не е одобрено. През ноември 1950 г. Държавна сигурност открива досие на Хенри Левенсон с псевдоним „Негодяй“. Уличен е във вражеска дейност и е арестуван. След около един месец, прекаран в ареста, му е предложено да бъде въдворен в трудово-възпитателно общежитие за една година. Министърът на вътрешните работи генерал Георги Цанков издава заповед за въдворяването му като лице, опасно за държавната сигурност. На 8 юни 1951 г. той е въдворен в Белене. В концлагера получава тежка бъбречна криза, с непоносими болки, и моли за незабавна операция. Настанен е в болницата към Централния софийски затвор. На 11 януари 1952 г. генерал Георги Цанков издава заповед да бъде освободен.
Умира на 8 август 1963 г. в София, където е погребан.

## Творчество
Твори с псевдонимите Бедния Хайнрих, Б-я Х-х, Der arme Heinrich, Zoopoete, Herr-ka. Автор на книгата „Кухнята на преводача“ (1947). През 2000 г., посмъртно, излиза книгата му „Политическите съдебни процеси в СССР през 1936 – 1937 г. Служебни доклади на един дипломат“.
Превежда:
- „Идеи: Из Пътните картини“ от Хайнрих Хайне (1911, съвместно с К. Константинов);
- „Гамбринус“ от Александър Куприн (1912, разкази, съвместно с Найман Таксиер);
- „Госпожа Берта Гарлон“ от Артур Шницлер (новела);
- „Именското езеро“ от Теодор Щорм (1913, новела);
- „На чай“ от Карл Свобода (1919, комедия в 3 действия);
- „Мадоната на спалните вагони“ Морис Декобра (1928, роман);
- „Хубавата жена“ от Херман Бар (1932, разкази);
- „Дванадесетте месеца“ от Самуил Маршак (1947, драматична приказка);
- „Кръгът на любовта: Конфликти на сърцето“ от С. Моъм (1947, роман);
- „Евгений Онегин“ (1947, лирична сцена в три действия, либрето);
- „Някъде в Сибир. Из записките на един комсомолски организатор“ от Ирина Ирошникова (1949);
- „Герой на нашето време“ от Михаил Лермонтов (роман, 1949);
- „Беседи за природата и човека“ (сборник, 1949);
- „История на Древния Рим“ от Николай Машкин (1949);
- „За младежта“ от Сергей Киров (1949);
- „Млада гвардия“ от Александър Фадеев (1949, роман, съвместно с Мария Грубешлиева);
- „Пушкин – жизнен път“ от Валерий Кирпотин (1949);
- „История на древния Изток“ от Всеволод Авдиев (1950);
- „Бруски“ от Фьодор Панфьоров (1951, роман);
- „Переяславская рада“ от Натан Рибак (1951, роман, 2 т., съвместно с Константин Константинов, Георги Жечев);
- „Драматични произведения“ от Николай Гогол, Василиевич (1953, 1955, съвместно с Христо Радевски);
- „Скъпа наша Верховина…“ от Матвей Тевельов (роман, 1955);
- „Ледовете се чупят“ от К. Горбунов (1955, роман);
- „Аристоник“ от Милий Езьорски (1956, историческа повест);
- „Седемнадесетгодишните“ от Герман Матвеев (1957, повест);
- „От Земята до Луната. Около Луната“ от Жул Верн (1957, романи, съвместно с Димитър Симидов, второ издание – 1991);
- „През лятото небето е високо“ от Николай Вирта (1960, драма в 4 действия);
- „Кондуит и Швамбрания“ от Лев Касил (1960, 1978, повест);
- „1640 – 1870. ч. 1.“ от Николай Голдберг (1962);
- „Омъжената готвачка“ от Анатолий Софронов (1962, комедия в 3 действия);
- „Знаменосци“ от Олег Гончар (1970);
- „РВС“ от Аркадий Гайдар (1977, повести, съвместно с А. Далчев).[1]